# 言語地理学
言語地理学（げんごちりがく、英：linguistic geography）は、音声・文法要素・語彙などの地理的分布にもとづいて言語の変遷を考察する歴史言語学の一分野。方言地理学とも呼ぶ。

## 概要
言語地理学では通常いくつかの地点で現地調査（フィールドワーク）を行い、その分布を言語地図（言語図巻とも呼ぶ）の上に記し、なぜそのような分布を示すかを考察し、それによってより古い時代の言語分布を再構する。
言語地理学は比較言語学と同様、歴史言語学の一分野であるが、比較言語学が同系語の対応によって言語の歴史を明らかにするのに対し、言語地理学は地理的な分布によって言語の歴史を明らかにする。また、比較言語学が言語の内的変化を強調するのに対し、言語地理学は環境に注目する。
言語地理学は原則として現代の話しことばを対象とし、比較言語学の祖語や構造言語学のラングといった抽象的な存在を必要としない。
近年の研究では、気候のような環境要因が言語の地理的分布および音声的特徴に実証的に影響を与えることが示されている。たとえば、気候や生態的変数を統計的に制御したグローバルな解析により、言語多様性と生態的リスクとの関係が示され例もある。さらに、音響的構造の一側面であるソノリティと平均気温の間に正の相関が存在することが、5,293言語を含む再検証研究で確認された。ただし、その相関は同一家族内では明瞭に観察されないことから、ソノリティ分布は長期的な気候適応と系統的伝承の複合的な結果である可能性が示唆されている。

## 歴史
言語地理学的研究は19世紀ドイツのゲオルク・ヴェンカーにはじまる。ヴェンカーは方言の区画分けを目的として地理的分布を研究したが、調査項目ごとに異なる分布が現れ、結果は期待を裏切るものだった。ヴェンカーの研究は、没後ヴレーデによって『ドイツ言語地図』としてまとめられた。
一方、『フランス言語地図』を作成したスイスのジュール・ジリエロンは比較言語学に対する批判が強く、語がそれぞれ別の等語線をもつとして、語ごとの研究を発表した。

### 日本での歴史
日本での方言地図の作成は上田万年と国語調査委員会による調査があり、1906年には東西方言の大体の境界を明らかにした。これはヴェンカーの研究のことを知って日本でもやってみようとしたものだったが、方言の区画分けを目的とし、言語地理学的研究とは言えない。
W・A・グロータースによると、日本にはじめて言語地理学を紹介したのは、1909年にフランスでジリエロンのクラスに出席していた新村出だという。
昭和初期には小林英夫がアルベール・ドーザを日本に紹介した。ドーザの言語地理学の著作は、のちに松原秀治によって『言語地理学』の題で翻訳された。また、江実も『言語地理学』を出版した。
また、柳田国男は、言語地理学的な研究を実際に行った。そのもっとも有名な成果が「蝸牛考」である。柳田は1922年から翌年にかけてジュネーブに滞在したときにドーザの『言語地理学』を読んでいた。柳田は方言区画論を唱える東条操と論争を行った。柳田の方言周圏論は有名になったが、カタツムリを意味する語の分布は実際には非常に複雑で解釈が難しく、また周圏論と逆の分布を示す場合もあることが知られている。
第二次世界大戦後、国立国語研究所が『日本言語地図』(LAJ)の作成を計画し、そのための調査を1957年から1965年までかけて行った。『日本言語地図』の準備として、柴田武、徳川宗賢、W・A・グロータース（のちに馬瀬良雄も参加）は1957年・1959年・1961年には糸魚川地区の180の地点を対象に調査を行った(LAI)。

## 原則
言語地理学には、次のような3原則がある。
隣接分布の原則（隣接地域の原則）
語は地を這うように伝播し、変化は隣接した地域で起こる。したがって、語の地理的分布は歴史的な関係を反映している。例えば、ある地域で異なった語がA・B・Cの順番で分布している場合、語はA>B>CまたはC>B>Aの順番で伝播したと推定する。また、A・B・Aの順番で分布している場合、元々Aのみが分布していた地域の中にBが侵入し、Aの分布域が分断されたと推定する。
周辺分布の原則（辺境残存の原則）
語が音変化ではなく、まったく別の語に変わった場合、文化的中心地から遠いところに古語が残りやすい。文化的中心地の言葉はその権威・威光によって、周辺地域へ伝播し受容されやすいと考える。
固有変化の原則
単語にはそれぞれ固有の歴史があり、語によって別々の地理的分布をする。

## 概念
言語地理学における概念を挙げる。
- 等語線
- 語の放射
- 語の旅行
- 語の治療
- 回帰